# Týniště nad Orlicí
Týniště nad Orlicí é uma cidade checa localizada na região de Hradec Králové, distrito de Rychnov nad Kněžnou.